# Kleinharmanns
Kleinharmanns ist eine  Ortschaft und eine Katastralgemeinde der Marktgemeinde Dobersberg im Bezirk Waidhofen an der Thaya im niederösterreichischen Waldviertel mit 32 Einwohnern (Stand 1. Jänner 2024).

## Geografie
Das westlich von Dobersberg gelegene, um einen Anger angelegte Dorf wird von der Landesstraße L8167 erschlossen, die später als L8175 durch Pleßberg führt. Etwas außerhalb befindet sich beim Taxenbach die Harmannsmühle, die ebenso zur Ortschaft Kleinharmanns zählt. Am 1. April 2020 umfasste die Ortschaft 16 Adressen.

## Geschichte
Kleinharmanns wurde erstmals im Jahr 1112 im "prima fundatio", dem Zehentbuch des Stiftes Herzogenburg erwähnt und war dem Stiftszehentamt Pleßberg unterstellt. Damals wurde der Ort Oberen Harmars und 1531 Außenharmans genannt. Die mittelmäßig bestifteten Landbauern ud Kleinhäusler betrieben Ackerbau und Viehwirtschaft, aber auch die Baumwollweberei war sehr bedeutend, bemerkte Schweickhardt im 19. Jahrhundert über den Ort. 
Im Jahr 1822 wurde der Ort als Dorf mit 13 Häusern genannt, das nach Dobersberg eingepfarrt war, wohin auch die Kinder eingeschult wurden. Die Herrschaft Dobersberg besaß die Ortsobrigkeit, übte die Landgerichtsbarkeit aus, besorgte die Konskription und hatte die Grundherrschaft inne. Zwiwchen 1858 und 1920 war Kleinharmanns ein Teil der ehemaligen Gemeinde Merkengersch und anlässlich einer Umbildung kam es zur damaligen Gemeinde Goschenreith. Laut Adressbuch von Österreich waren im Jahr 1938 in Kleinharmanns eine Mühle mit Sägewerk und mehrere Landwirte ansässig.